# Private Show (T.I.)
Private Show è una singolo del rapper T.I. in collaborazione col cantante statunitense Chris Brown, terzo estratto dall'album Paperwork.
In precedenza gli artisti avevano collaborato nel singolo Get Back Up del 2010.

## Tracce
- Download Digitale

1. Private Show - 4:20

## Classifiche
| Classifica (2015)         | Posizione massima |
| ------------------------- | ----------------- |
| Stati Uniti               | 120               |
| Stati Uniti (R&B/Hip-Hop) | 42                |